# Rückpumpwerk Kahlenberg

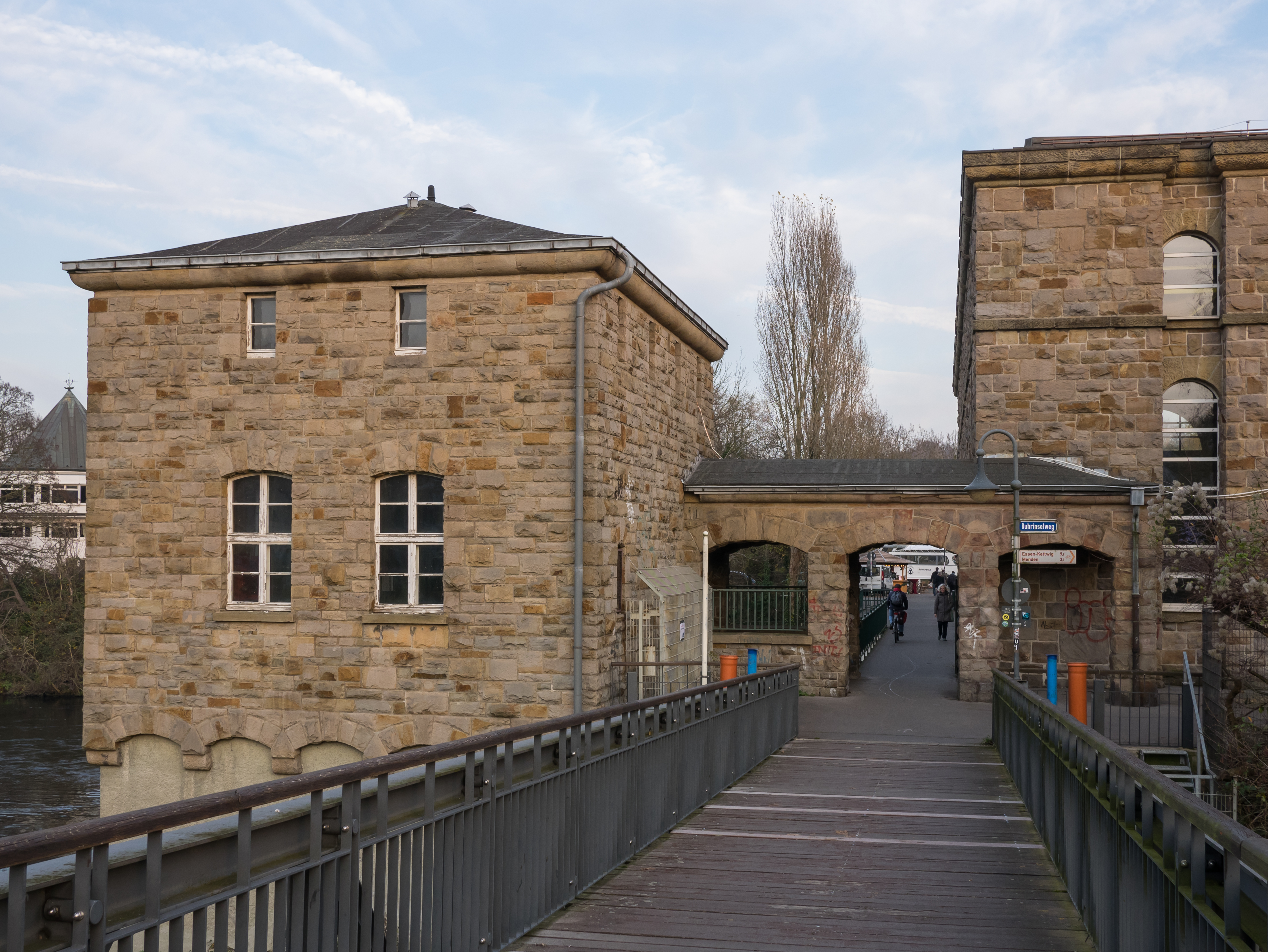
Rückpumpwerk Kahlenberg

Das Rückpumpwerk Kahlenberg ist das dritte der acht Rückpumpwerke der Ruhr. Diese Kette konnte vom Rhein (Rückpumpwerk Duisburg) bis Essen-Horst (am Wasserkraftwerk Horster Mühle) über einen Höhenunterschied von 40 Meter den Wasserstand der Ruhr auffüllen.
Heute ist es ein wichtiges Zeugnis der industriellen Geschichte der Ruhrregion und der technischen Maßnahmen, die zur Sicherstellung der Wasserversorgung in der Vergangenheit ergriffen wurden. Trotz seiner Stilllegung bleibt es ein bedeutendes Denkmal und ein Teil der Route der Industriekultur.

## Lage
Das Rückpumpwerk Kahlenberg befindet sich in Mülheim an der Ruhr in Nordrhein-Westfalen. Es liegt direkt neben dem Wasserkraftwerk Kahlenberg im Stadtteil Altstadt I, etwa 13 Kilometer vor der Mündung der Ruhr in den Rhein. Die genaue Position des Rückpumpwerks wurde strategisch gewählt, um die Wasserregulierung in diesem Bereich der Ruhr zu unterstützen.
Das Rückpumpwerk ist Teil eines komplexen Systems von Wasserbauwerken entlang der Ruhr. Es befindet sich am Schleusenkanal zwischen der Dohneinsel und der Broicher Schlagd, was eine bedeutende Rolle in der Wasserwirtschaft der Region spielte. Diese Lage ermöglichte es, Wasser effizient zu pumpen und zu regulieren, um sowohl den Betrieb des benachbarten Wasserkraftwerks als auch die allgemeine Wasserwirtschaft in der Region zu unterstützen.

## Architektur und technische Details
Das Rückpumpwerk Kahlenberg wurde aus Ruhrsandstein errichtet und nach 1929 fertiggestellt. Die Architekten Arthur Pfeifer und Hans Großmann, die auch das benachbarte Wasserkraftwerk Kahlenberg (1925) und die Mülheimer Stadthalle (1926) entworfen haben, waren für die Planung verantwortlich.
Die Rückpumpwerke ermöglichten es, Wasser aus dem Rhein in die Ruhr zurückzupumpen, um den Wasserstand zu erhöhen und die Versorgungssicherheit zu gewährleisten. Zwei Pumpen mit einer Gesamtmotorenleistung von 808 Kilowatt und einer Förderleistung von 9000 Liter pro Sekunde konnten das Wasser 7,95 Meter hoch zurück ins Oberwasser pumpen. Diese Funktion wurde zuletzt in den 1950er-Jahren genutzt.

## Geschichte
Das Rückpumpwerk Kahlenberg wurde nach 1929 fertiggestellt.
Die Rückpumpfunktion war besonders in den 1950er-Jahren relevant, als die Region mit Wasserknappheit konfrontiert war. 
Das Bauwerk wurde 1988 zusammen mit dem Wasserkraftwerk Kahlenberg renoviert und unter Denkmalschutz gestellt. Es war bis 2011 Teil der Route der Industriekultur in der Themenroute 12 – Geschichte und Gegenwart der Ruhr und wurde 2016 in die Themenroute 28 Wasser: Werke, Türme und Turbinen aufgenommen.
Seit 2016 sind die Rückpumpbauwerke der Ruhr offiziell stillgelegt; dies betrifft auch das Rückpumpwerk Kahlenberg. Die Stilllegung erfolgte im Kontext eines gesunkenen Wasserbedarfs und der verbesserten Versorgungssicherheit durch andere Maßnahmen, wie den Bau der Biggetalsperre in den 1960er-Jahren. Diese Talsperre erhöhte das verfügbare Talsperrenvolumen erheblich, sodass auf Notmaßnahmen wie das Rückpumpen von Wasser aus dem Rhein verzichtet werden konnte.

## Aktuelle Nutzung und Bedeutung
Heute findet jährlich nur noch eine Betriebskontrolle statt. Die Anlage ist in ihrer Funktion als Teil der Route der Industriekultur von historischem Interesse und wird als technisches Denkmal erhalten. Das Rückpumpwerk Kahlenberg ist ein bedeutendes kulturelles Erbe und ein Zeugnis der industriellen Geschichte der Region. Es spiegelt die historische Entwicklung der Wasserwirtschaft im Ruhrgebiet wider und steht als Beispiel für die Ingenieurskunst des frühen 20. Jahrhunderts.